# Sand & Tchou
Éditions Sand est une maison d'édition parisienne issue du rachat des éditions Tchou (créées en 1961 par Claude Tchou) en 1979 par Carl van Eiszner qui crée le groupe des éditions Sand. 

## Histoire
Carl van Eiszner, après le rachat des éditions Tchou, crée le groupe des éditions Sand.
Le groupe croît ensuite en faisant l'acquisition en 1986 des Éditions Mengès et en structurant le nouveau label Place des Victoires créé à la fin des années 1990 afin d’aborder des sujets plus contemporains en architecture et en design.
Sand & Tchou publie des ouvrages dans différentes thématiques, notamment la santé, la spiritualité, la psychologie, l'ésotérisme, l'astrologie et les beaux livres d'art ou de tourisme.

## Principales collections
- Les murs ont la parole
- Ingérences
- Documents et essais
- Guides noirs
- Les Grandes Découvertes de la psychanalyse
- Réussir sa vie
- Le corps à vivre
- Santé
- Recherches
- Découvrez
- Les grands livres du Zodiaque
- Sagesse et spiritualité
- Ésotérisme
- Humour et décalé
- Hors collection Tchou